# Radio Punto Zero Tre Venezie
Radio Punto Zero è un'emittente radiofonica creata nel 1977 con sede a Trieste, in Corso Italia 2.

## Storia
Radio Punto Zero nasce ufficialmente a Trieste il 13 agosto del 1977, da un gruppo di tredici persone e trasmette da un'abitazione sul colle di San Giusto.

## Programmi

### In onda
- Punto Zero Caffè
- Radio Chef
- Diretta Damilano
- Vintage Paul DJ
- 101 House Selection
- Verano Latino

## La musica
Configuratasi inizialmente come radio destinata a trasmettere solo disco music (formato che continua ad essere proposto in chiave prettamente dance ancora oggi da alcune radio nate anni dopo) con il passare degli anni Radio Punto Zero ha aperto la programmazione musicale ad altri generi (new wave britanniche nei primi anni ottanta, l'evoluzione pop a cavallo degli anni novanta, musica latino americana e R&B).

## Marchio
Il logo dell'emittente è una rosa rossa che con le foglie verdi separate dal bianco.

## Speaker
Attualmente in onda; ad oggi i personaggi principali sono:
- Barbara Pernar
- Igor Damilano
- Maria Musil
- Mr. Jake

## Le grandi manifestazioni
Barcolana: Radio Media Local Partner per tutto l'evento, con radiocronaca della regata velica internazionale, sia radio che video.
Il Campionato del Mondo di Off-Shore ha eletto Radio Punto Zero radio ufficiale delle gare nel Triveneto dal 1991. Anche altre manifestazioni veliche sono state oggetto di programmi dell'emittente, come la Nation Cup e la Coppa d'Autunno. Tra gli altri sport oggetto di trasmissioni, si ricorda la Maratona d'Europa e della Maratonina dei due Castelli, gli sport invernali, il calcio (radiocronache delle partite di Udinese Calcio e Unione Sportiva Triestina Calcio 1918, il basket (radio ufficiale dell'Alma Pallacanestro Trieste).